# Kresna noč
Kresna noč (pesniška zbirka)  je pesniška zbirka Svetlane Makarovič. Zbirka je izšla leta 1968 pri Državni založbi Slovenije.

## Vsebina
Zbirko sestavlja 13 tridelnih pesmi. Knjiga delno nadaljuje lirsko izpovednost iz predhodne pesniške zbirke Somrak, sicer pa subjektivno občutenje prerašča v objektivno. Usoda posameznika postaja usoda človeka nasploh. Pesniški svet Kresne noči zaznamujeta tujost in odtujenost, ki prevevata tudi prvo pesem Tujci.
V pesmih prevladujejo podobe iz narave, ki se magično mešajo s prizori iz mesta, kmečkega okolja in obmorskega sveta. Bestiarij pesniške zbirke naseljujejo lisice, ribe, mačke, kače; po številčnosti izstopajo žuželke (pajki, hrošči, metulji) in ptice (sove, vrabci, grlice). Zgodbe v pesmih se odvijajo večinoma okrog ženskih likov, kot so deklica, plesalka, mesečnica in princesa.